# Церква святителя Миколая Чудотворця (Великі Дедеркали)
Церква святителя Миколая Чудотворця у Великих Дедеркалах — парафія і храм Шумського благочиння Тернопільської єпархії Православної церкви України в селі Великі Дедеркали Кременецького району Тернопільської области.
Оголошена пам'яткою архітектури місцевого значення (охоронний номер 1935/1).

## Історія церкви
Храм святителя Миколая Чудотворця у селі Великі Дедеркали на Шумщині має історію, що сягає середини XVIII століття.
У 1753 році під час великої пожежі у власника села Антонія Вишпольського вдалося врятувати від вогню лише ікону Спасителя, після чого вогонь згас. Вважаючи це дивом, Вишпольський за кілька місяців збудував невеликий дерев'яний костел з монастирем, куди запросив монахів-реформаторів.
У 1760 році Михайло Прейс з дружиною Терезою звели замість дерев'яного костелу кам'яний, в ім'я Святого Хреста, і монастир, куди перенесли чудотворну ікону.
У 1881 році орден реформаторів був скасований, а в будівлях монастиря у 1893 році розмістили вчительську семінарію.
11 червня 1895 року костел був переосвячений на православну церкву, про що свідчить напис на табличці.
Вчительська семінарія діяла до 1915 року. У 1920 році костел знову передали католикам, де богослужіння проводилися до 1945 року.
Після цього в приміщенні був будинок для осіб з інвалідністю, потім — для людей похилого віку, а у 1976 році — ПТУ.
У 1993 році святиню повернули вірянам, і богослужіння православних християн були відновлені.

## Парохи
- о. Олександр Страхарчук (з ?).